# Svenska Mad

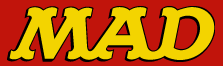
MAD:s logotyp.

Svenska Mad, senare kallad Mad, var ett svenskt humormagasin med skämtserier och annat som utgavs mellan 1960 och 2002. Förlagan var amerikanska Mad Magazine, varifrån en stor del av materialet hämtades.

## Historik
Den svenska utgåvan startade i september 1960 och gavs ut av Williams förlag på initiativ av entreprenören Rolf Janson (senare bland annat grundare av Bokförlaget Bra Böcker). Chefredaktör var Lasse O'Månsson. Svenska Mad blev en oväntad försäljningsframgång och kom att bli något av en kultfavorit för generationer av svenskar.
Williams köptes upp 1975 av Semic Press, som fortsatte ge ut tidningen till 1993 då försäljningssiffrorna hade sjunkit för lågt och tidningen lades ner.
Tidningen återupplivades 1997 av Atlantic förlag, som sedan såldes till danska Egmont och införlivades i dess svenska serieförlag Egmont Serieförlaget (nuvarande Egmont Kärnan). Under denna tid hette tidningen kort och gott Mad, men på omslaget kunde man se varierande titlar, som till exempel Svensk Madtidning på nr 1/1997. Den lades ner ännu en gång 2002, men gjorde en kort comeback med två nummer samma år till följd av ett stort ståhej i massmedia. Uppmärksamheten innebar dock inte några höjda försäljningssiffror och några nya Mad-utgåvor har inte sett dagens ljus sedan dess.

## Kreatörer
Regelbundet publicerade serieskapare från den amerikanska förlagan inkluderade Sergio Aragonés, Don Martin, Dave Berg, Mort Drucker, Jack Davis, Antonio Prohias, Duck Edwing med flera.
Den svenska tidningen började tidigt producera eget material för att parodiera svenska företeelser. Bland upphovsmännen fanns Torvald Sundbaum, Bengt Olof Wennerberg (pseudonymen Bowen), Bengt Sahlberg, Alf Woxnerud och Folke Hallin. Mot slutet av den svenska utgåvan medverkade även en yngre generation serieskapare som David Liljemark, Daniel Ahlgren, Olle Berg, Kerold Klang, Henrik Lange och Johan Wanloo.

## Chefredaktörer
- Lasse O'Månsson (1960–1975)
- Kell Ståhl
- Rolf Classon
- Johan Andreasson
- Simon Gärdenfors

## Återkommande inslag
Populära inslag i såväl den amerikanska som den svenska utgåvan av MAD har varit parodierna på aktuella biofilmer och TV-serier. Bland de mest unika inslagen återfinns invikningsbilderna (eng. fold-ins), där man genom att vika bilden på omslagets baksida fick fram en helt annan bild. De rivaliserande spionerna X & Y var också med i många nummer. Sergio Aragones gjorde ofta små tecknade sketcher ute i marginalerna, de s.k. Marginalmullarna. Bland de mer kända Don Martin-figurerna kan nämnas Knäpplappen, samt Hisper Rispervisper och Krydolf.

## Sidoutgivning
Parallellt med huvudtidningen har en mängd andra produkter getts ut: Mad Pocket, julalbum ("julpajare"), samlingsalbum och tidningen Mad Special. Nästan varje år har en inbunden årgång av förra årets tidningar givits ut.

## Utgivning

### Förlag
- Nr 1/1960 till och med nr 2/1976 utgivna av Williams förlag
- Nr 2½/1976 till och med nr 8/1993 utgivna av Semic Press
- Nr 1/1997 till och med nr 1/2000 utgivna av Atlantic förlag
- Nr 2/2000 till och med nr 2/2002 utgivna av Egmont Serieförlaget

### Utgivna nummer
- 1960: 2 nr
- 1961: 6 nr
- 1962: 6 nr
- 1963: 6 nr
- 1964: 9 nr
- 1965: 9 nr
- 1966: 7 nr
- 1967: 12 nr
- 1968: 12 nr (varav ett dubbelnummer, nr 7–8/1968)
- 1969: 12 nr (varav ett dubbelnummer, nr 7–8/1969)
- 1970: 12 nr (varav ett dubbelnummer, nr 7–8/1970)
- 1971: 9 nr
- 1972: 7 nr
- 1973: 8 nr
- 1974: 8 nr
- 1975: 8 nr
- 1976: 9 nr (inkl. ett "flyttnummer", nr 2½/1976)
- 1977: 10 nr
- 1978: 10 nr
- 1979: 10 nr
- 1980: 10 nr
- 1981: 10 nr
- 1982: 10 nr
- 1983: 10 nr
- 1984: 10 nr
- 1985: 8 nr
- 1986: 12 nr (varav ett dubbelnummer, nr 6–7/1986)
- 1987: 12 nr (varav ett dubbelnummer, nr 6–7/1987)
- 1988: 12 nr (varav ett dubbelnummer, nr 6–7/1988)
- 1989: 12 nr (varav ett dubbelnummer, nr 6–7/1989)
- 1990: 8 nr
- 1991: 8 nr
- 1992: 8 nr
- 1993: 8 nr
- 1997: 2 nr
- 1998: 10 nr
- 1999: 10 nr
- 2000: 8 nr
- 2001: 10 nr
- 2002: 3 nr (varav två numrerade nr 1/2002)